# Nikókleia
Nikókleia är en ort i Cypern. Den ligger i distriktet Eparchía Páfou, i den sydvästra delen av landet, 90 km sydväst om huvudstaden Nicosia. Nikókleia ligger 89 meter över havet och antalet invånare är 110. Den ligger på ön Cypern.
Terrängen runt Nikókleia är kuperad åt nordost, men åt sydväst är den platt. Havet är nära Nikókleia åt sydväst.Närmaste större samhälle är Pafos, 14,8 km väster om Nikókleia. Trakten runt Nikókleia består till största delen av jordbruksmark.